# Hegedűs Lajos (pedagógus)
Hegedűs Lajos, 1903-ig Holzer (Soponya, 1879. május 30. – Budapest, 1939. június 22.) pedagógus, gyógypedagógus, a mozgáskorlátozott gyermekek első magyarországi iskolájának (Nyomorék Gyermekek Országos Otthona) első igazgatója (1913-1939).

## Életpályája
Holzer Móric és Krausz Kati fia. Tanítói oklevéllel 1903-tól négy éven át Gelsén egy fakitermelő telep hivatalnoki magániskolájában, majd Vas vármegyében, Bögötén, gr. Batthyány Ervinnek (1877-1934), az anarchista tanok hirdetőjének uradalmi, szociális jellegű ún. „szabad iskolájában” tanított (1907-1911). Ezalatt játék- és tornatanítói kurzust is végzett, majd európai tanulmányi körutazásra kapott lehetőséget. Svédországban szlöjd tanítói képesítést is szerzett. Pályázat útján került 1913-ban végleges állomáshelyére.
Sokat tett a mozgáskorlátozottak szakszerű iskoláztatásáért. Elméleti fejtegetései arról, hogy: „… miért gyógypedagógiai feladat a látó, halló, beszélő, érzékszervein uralkodó, de helyhez kötött béna gyermek tanítása”, ma is figyelmet érdemelnek. Az általa is közzétett évi jelentések intézetének munkájáról gyógypedagógia-történeti szempontból is forrásértékű munkák.

## Munkái (válogatás)
- A nyomorék mint fogyatékos. Magyar Gyógypedagógia, 1924. 1-2. 14-16.
- A Nyomorék Gyermekek Országos Otthona szakirányú iparostanonc iskolájának évkönyve az 1938-39. iskolai évről. Budapest, 1939. 1.